# فورد إكسبلورر
فورد إكسبلورر هي سيارة رياضية متعددة الاستعمالات تنتج من طرف شركة فورد منذ العالم 1990 كبديل للسيارة فورد برونكو 2.
كان لفورد إكسبلورر دور فعال في تحويل سيارات الدفع الرباعي من سيارة الاستخدامات الخاصة إلى سيارة من أكثر السيارات الرياضية المتعددة الاستعمالات شعبية.
وقد تم إعادة تصميمها بالكامل عام 2010 كموديل للعام 2011, وهي أصغر حجماً من فورد إكسبدشن وأكبر من فورد إسكيب وتتشابه بشكل كبير مع فورد إيدج والاختلاف يكمن في قاعدة العجلات والسعة الركابية.

## الجيل الأول (1991-1994)
تم إطلاق فورد إكسبلورر لأول مرة في مارس 1990 باعتباره نموذجا للعام 1991. وقد تم تجهيزها بمحرك من ست إسطوانات بشكل v بسعة 4 لترات مع قوة حصانية تبلغ 155 حصاناً, وبناقل حركة طراز A4LD أوتوماتيكي بأربع سرعات أو يدوي بخمسة سرعات من طراز M5OD. وكما هو الحال في سابقتها فورد بورونكو تم تزويد الجيل الأول من فورد إكسبلورر بالعديد من المميزات الاختيارية لسيارة النقل رباعية الدفع فورد رنجر, وقد أتت بتصميمين للهيكل (بابين) و(4أبواب), وبنظام الدفع الخلفي أو الدفع الرباعي، وقد تم تجهيز النسخة ذات الدفع الرباعي بنظام يدعى بورغ وارنر 13-54 يمكن وبمجرد ضغطة زر أو بتحريك عصا الدفع الرباعي اليدوي بالتحول من الدفع الخلفي إلى الدفع الرباعي في أي سرعة. لكن الدفع الرباعي المنخفض السرعة لايمكن تفعيله إلا في حالة التوقف الكامل لليسيارة.

## الجيل الثاني (1995-2001)
شهد فورد إكسبلورر الجيل الثاني تعديلات كبيرة على صعيد التصميم الخارجي والمقصورة الداخلية ونظام التعليق للعجلات الأمامية وقامت فورد بتطوير سيارتها إكسبلورر الجيل الثاني عاماً بعد عام.
- التصميم الخارجي.

جاء التصميم الجديد أكثر انسيابية من سابقة وأستبدل الحواف المستقيمة بأخرى دائرية، كما أصبح أكسبلورر يأتي بطرازين للهيكل الأول بأربعة أبواب والآخر ببابين فقط.
- الخصائص الميكانيكية.

تم الاستمرار مع المحرك السابق والمكون من 6 إسطوانات، والجديد في هذا الجيل هو إضافة محرك مكون من 8 أسطوانات بسعة 5.0 لترات والذي يتشارك مع محرك فورد موستانغ في كثير من القطع والخصائص الميكانيكية لكن المحرك في فورد إكسبلورر متصل بناقل حركة تلقائي من طراز (4R70W) رباعي الدفع. ولأول مرة تم تزويد إكسبلورر بنظام دفع رباعي بثلاث وضعيات: الأول للقيادة العادية عالية السرعة على العجلتين الخلفية فقط والثاني دفع رباعي تلقائي والثالث للقيادة خارج الطرق بسرعات منخفظة على العجلات الأربع.

### أبرز التطويرات المضافة للجيل الثاني
- عام 1996.
  - تم تزويد فورد إكسبلورر بالمحرك ذو الثماني إسطوانات سالف الذكر مرتبط بناقل حركة تلقائي رباعي السرعات من طراز (4R70W) والذي يعمل بتقنية الدفع الرباعي المستمر.
- عام 1997.
  - إعادة تصميم مقاعد الجلوس.
  - استبدال ذراع الدفع لكل الطرازات بآخر أكثر صلابة.
  - تزويد المحرك ذو الست إسطوانات بناقل حركة تلقائي خماسي السرعات والذي يعتبر أول ناقل حركة بهذه المواصفات تصنعه شركة سيارة أمريكية.
  - تم استبدال خيار الدفع الخلفي لعجلتين فقط بنظام دفع رباعي مستمر، وهو نظام مزود بمستشعر لقياس مدى انزلاق العجلات الخلفية ويقوم بنقل جزء من الحركة إلى العجلات الأمامية في حالة الحاجة إلى ذلك.
  - البدء بتصنيع ميركوري ماونتنير والذي يعتبر توأم فورد إكسبلورر.
  - تعديل روؤس الإسطوانات للمحرك ذو الثماني إسطوانات لترتفع قدرته الحصانية إلى 215 حصاناً.
- عام 1998.
  - إعادة تصميم المقاعد مرة أخرى.
  - إعادة تصميم المصد الخلفي.
  - إعادة تصميم المصابيح الخلفية.
  - تغيير الإضاءة الخلفية للوحة أجهزة القياس الأزرق إلى الأخضر.
  - تغيير إشارت التوقف العلوية الخلفية لتعمل بتقنية (LED).
- عام 1999.
  - إعادة تصميم مصابيح الضباب.
  - إعادة تصميم المصد الأمامي.
  - زيادة سماكة عجلة القيادة.
  - تعديلات طفيفة على الرفارف الجانبية.
  - استبدال تسمية الطراز القياسي ب XLS بدلاً من XL.

## الجيل الثالث (2002-2005)
تم بناء جيل جديد من فورد إكسبلورر أضاف تحسينات عديدة جوهرية من ناحية التصميم والطاقة الركابية وقوة المحرك وطالت التحسينات ثبات المركبة على الطريق، الجدير بالذكر أن تحسينات الجيل الثالث اقتصرت على فورد إكسبلورر ذو الأربعة أبواب بيمنا استمر الإصدار الرياضي ذو البابين بنفس الخصائص السابقة حيت تم إنهاء إنتاجه بنهاية عام 2003. ولم يعاود الظهور إلا في عام 2013 ولكن بفلسفة مختلفة تماماً.
- التصميم الخارجي.
  - تم إعادة تصميم الجيل الثالث من فورد إكسبلورر المزود ب(4 أبواب) ليشابه شقيقه الأكبر فورد إكسبيدشن بدلاً من أن يتشابه مع فورد رينجر في الجيل الثاني والأول. كما أن تصميمه صار مقارب وبشكل كبير مع وميركوري ماونتنير. وأضيف لهذا الجيل صف ثالث من المقاعد لأولة مرة لتصبح الطاقة الركابية 7 أسخاص في الجيل الثالث بدلاً من 5 في الجييلين الأول والثاني.
- المحرك.
  - تم تزويد الجيل الثالث المزود ب(4 أبواب) بمحرك أساسي بست أسطوانات(V6 4.0L SOHC) يولد 210 قدرة حصانية و 344 نيوتن.متر من عزم الدوران. أو محرك مكون من 8 أسطوانات (V8 4.6L SOHC) يولد 239 قدرة حصانية و 382 نيوتن.متر من عزم الدوران.
- ناقل الحركة.
  - في عام 2002 كا آخر عام تم تزويد فورد إكسبلورر (4 أبواب) بناقل حركة يدوي.
- نظام التعليق
  - تم تزويد الجيل الثالث المزود ب(4 أبواب) بنظام تعليق خلفي مستقل تماماً لكل عجلة وهذا النظام له فوائد عديدة تتعلق براحة السيارة وثباتها على الطرق، وتم إلغاء النظام الغير مستقل السابق بسبب حدوث العديد من حوادث الانقلاب لفورد إكسبلورر في الجيل السابق، لكن الإصدار الرياضي احتفظ بالنظام الغير مستقل.[7]

## الجيل الرابع (2006-2010)
التحديثات الجديدة في الجيل الرابع من فورد إكسبلورر طالت التصميم الخارجي والمقصورة الداخلية ونظام التعليق الخلفي ومقاعد الركاب الخلفية، وأصبحت بعض الميزات الإضافية قياسية في طراز القاعدة.
- المحرك.
  - استمرت فورد بتزويد الجيل الرابع من فورد إكسبلورر بنفس المحركات السابقة والجديد هنا هو أن المحرك ذو الثماني إسطوانات أصبح مزودنا بناقل حركة سداسي السرعات.

وفي عام 2006 قامت فورد بإنتاج فئة بك أب جديدة من إكسبلورر سميت إكسبلورر أدفانس تراك على قاعدة عجلات بحجم أطول.

### الجيل الخامس
حضي الجيل الخامس من فورد إكسبلورر على تعديلات جذرية كبيرة شملت كل أجزاء وأنظمة السيارة بداً من قاعدة العجلات والشكل الخارجي إلى المحرك وناقل الحركة ونظام التعليق والمقصورة الداخلية، وبالتصميم الجديد أصبحت فورد إكسبلورر أكثر اتساعاً وأقل في استهلاك الوقود لكنها ابتعدت عن كونها سيارة دفع رباعي.
بني الجيل الخامس على قاعدة العجلات من نوع D4 وهي نسخة معدلة من النظام الأساسي D3.
في العديد من الدول العربية وتحديداً في الدول الخليجية، يفضل كثيرون اقتناء سيارات رياضية متعددة الاستعمالات (إس يو في)، وهنا تسعى شركات السيارات لتقديم أفضل ما لديها لتنال رضى المشترين، وتحقق مبيعات أعلى من منافسيها في هذه الفئة. لذلك سنتحدّث اليوم عن شركة اشتهرت بتقديم سيارات متعددة الاستعمالات منذ زمن بعيد، سيّارات عرفت بقوتها ومتانتها، ما جعلها تتصدر كثيراً من فئاتها من حيث المبيعات ,
تصميمها الخارجي الجديد كلياً يدل على الروح الشبابية والقوية لطراز فورد اكسبلورر، فمقدمتها تتمتع بشبك تهوية مميز، وأضواء جميلة مسحوبة إلى الجوانب، تتّصل بالصادم الأمامي الكبير الذي يحتوي على أضواء ضباب دائرية مزينة بالكروم.
من الجانب، يؤكّد انتفاخ أقواس العجلات وانسيابية تصميم الأبواب على هوية السيارات الرياضية متعددة الاستعمالات، ناهيك عن المرايا الجانبية رياضية التصميم. أما عن التصميم الخلفي لاكسبلورر، فتحتفظ أضواؤها الخلفية بنفس تصميم الأضواء الأمامية، ولكن مع اختلاف الحجم، ويحيط زجاج الباب الخلفي بالجوانب وكأنه قطعة واحدة، بينما يبرز الصادم الخلفيّ النافر الذي يعزز الطابع الرياضي الأنيق لطراز فورد اكسبلورر.
من الداخل، تطرح فورد في اكسبلورر الجديدة مقوداً جلدياً جميلاً متعدد الوظائف، يمكنك من خلاله رؤية العدادات ذات التصاميم والألوان الرائعة بسهولة ووضوح.
الكونسول الوسطي أنيق وبسيط ولايحمل تلك التعقيدات التي نراها في كثير من سيارات هذه الفئة، فالشاشة الوسطية واضحة الرؤية وتعمل باللمس، وهي مزودة بنظام فورد للتزامن ®SYNC الذي يدير النظام الصوتي ونظام الاتصالات والترفيه، ونظام فورد للاتصال المباشر العامل باللمس ™MyFord Touch الخاص بالسائق. أسفل هذه الشاشة لوحة تعمل باللمس أيضا، تمكنك من التحكم بنظام التكييف والراديو.
وتوفر فورد لك ميزة خاصة، كتلك المتوفرة في طراز موستانغ، وهي إمكانية تغيير ألوان بعض من الأجزاء الداخلية للمقصورة، كمقابض الأبواب وحاملة الأكواب.

## السعر
يصل سعر موديل 2013 من فورد:
الاسعار :
- اكسبلورر 2013 سياحي = 116.000 الف ريال سعودي
- اكسبلورر 2013 XLT اكس ال تي = 128.000 الف ريال سعودي
- اكسبلورر 2013 Limited ليميتد = 153.000 الف ريال سعودي
- اكسبلورر 2013 سبورت = 162.000 الف ريال سعودي

## معرض صور

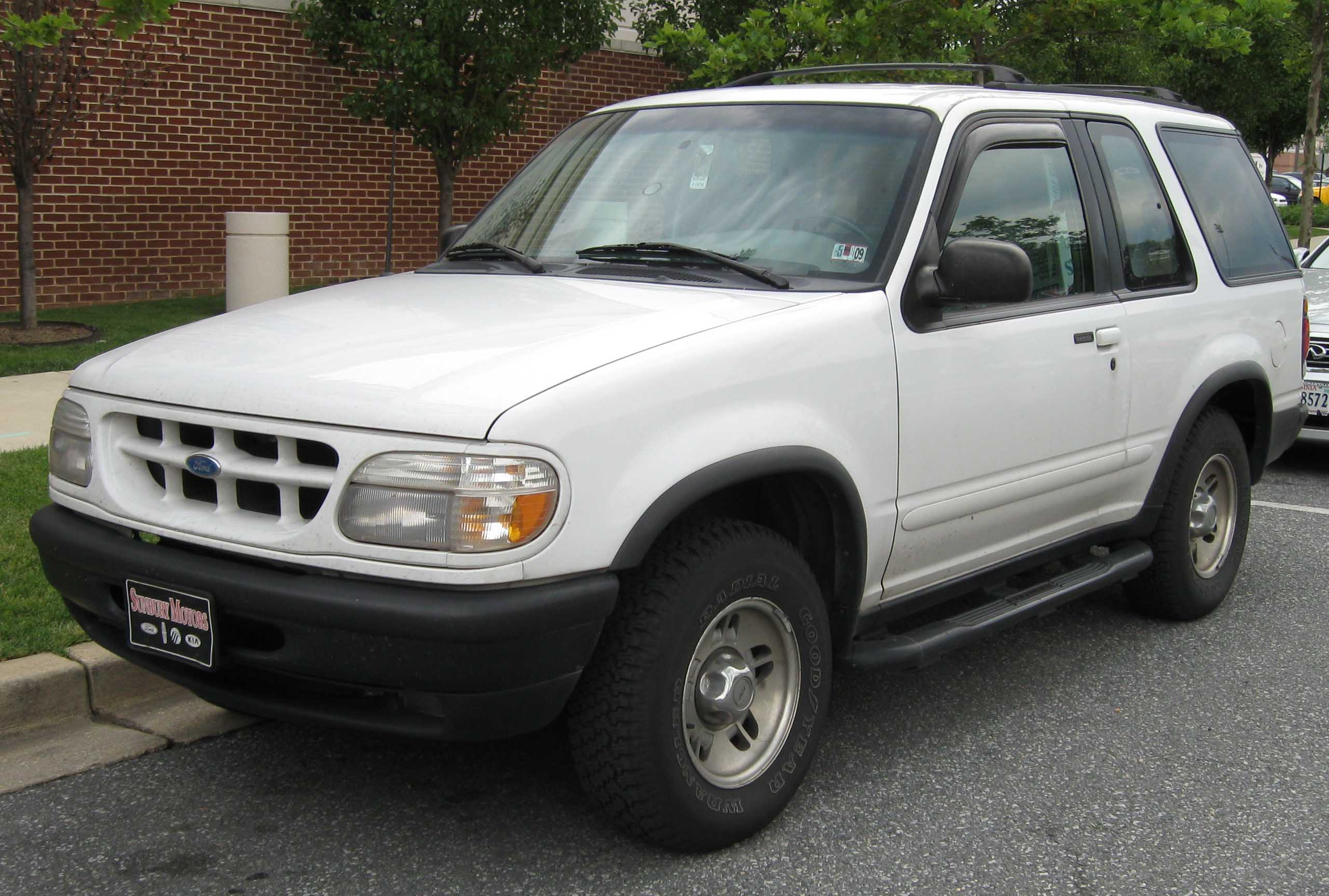
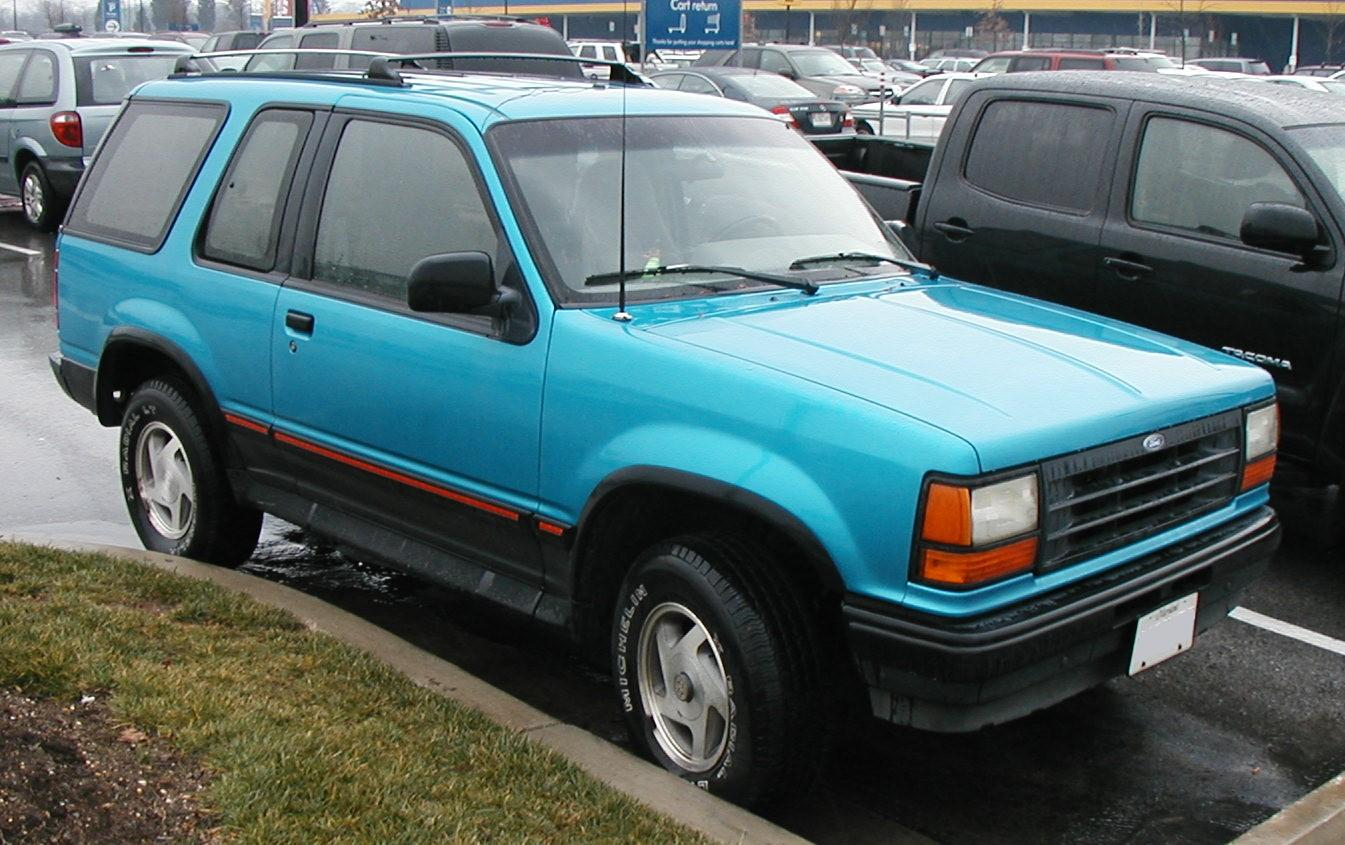
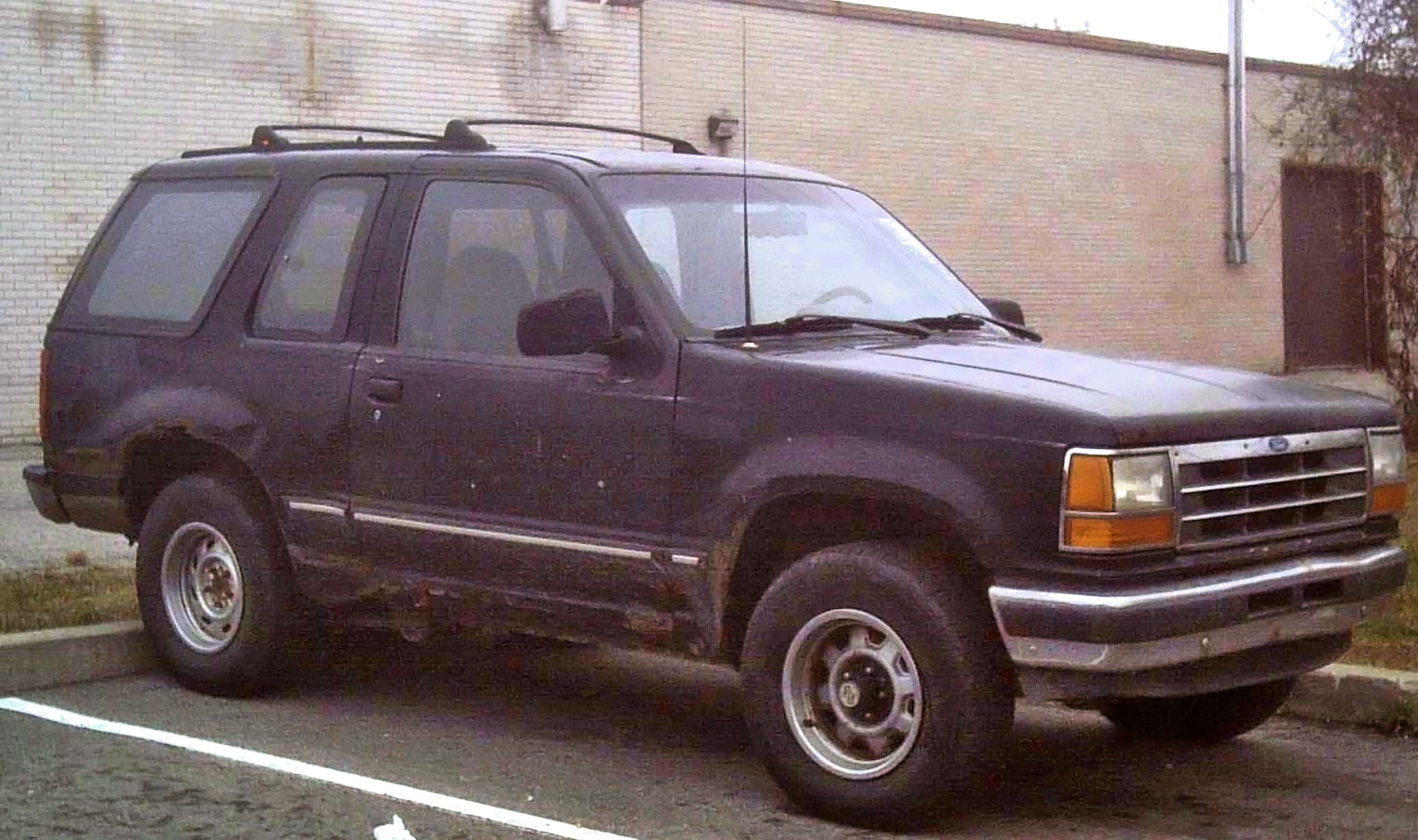
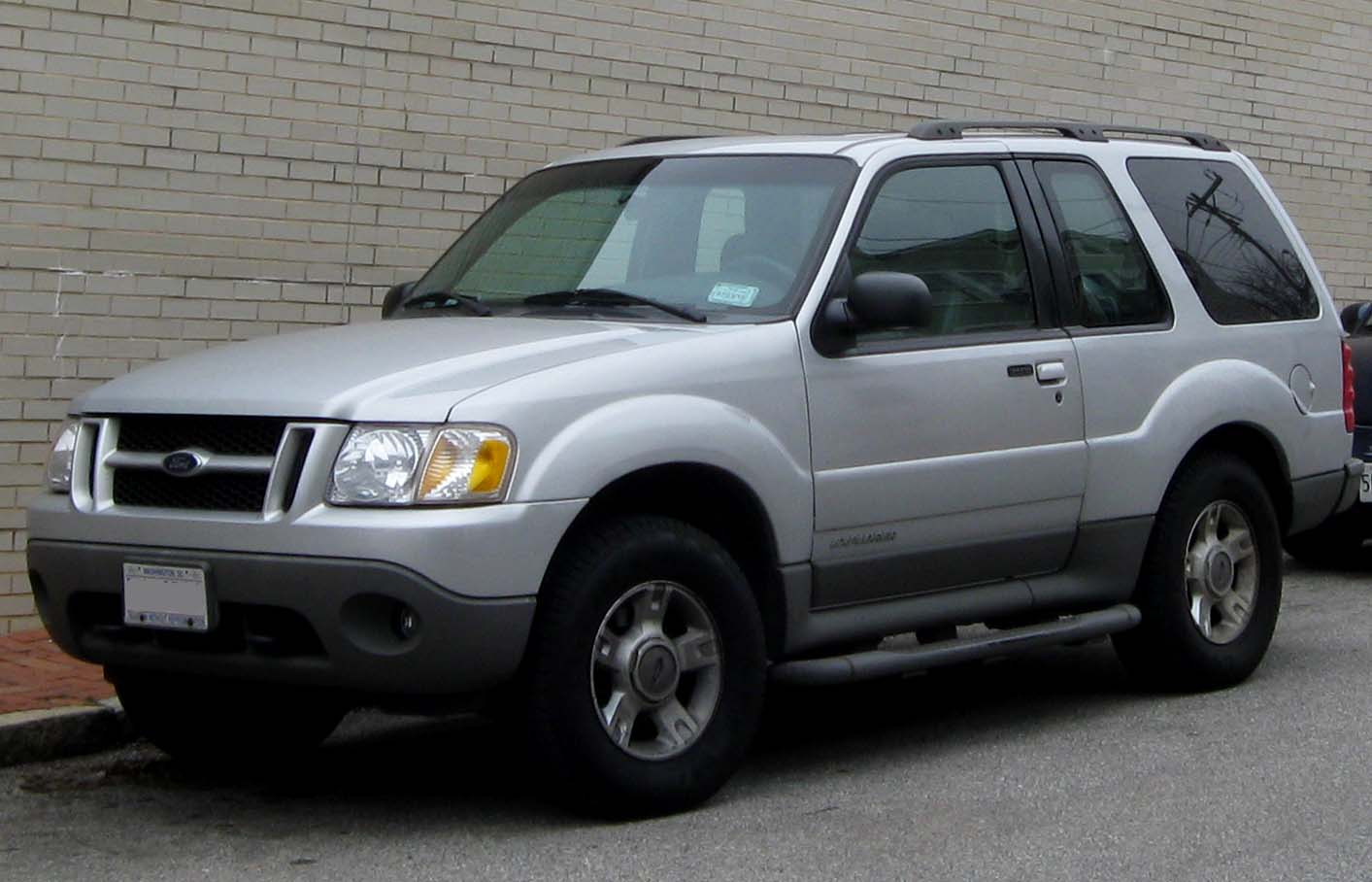

## مبيعات السيارة
| السنة | المبيعات في أمريكا                 |
| ----- | ---------------------------------- |
| 1990  | 140,509                            |
| 1991  | 282,837                            |
| 1992  | 292,069                            |
| 1993  | 301,668                            |
| 1994  | 278,065                            |
| 1995  | 395,227                            |
| 1996  | 402,663                            |
| 1997  | 383,852                            |
| 1998  | 431,488                            |
| 1999  | 428,772                            |
| 2000  | 445,157                            |
| 2001  | 415,921                            |
| 2002  | 433,847                            |
| 2003  | 373,118                            |
| 2004  | 339,333                            |
| 2005  | 239,788                            |
| 2006  | 179,229                            |
| 2007  | 137,817                            |
| 2008  | 78,439                             |
| 2009  | 52,190                             |
| 2010  | 60,687                             |
| 2011  | 135,179                            |
| 2012  | 158,344 5,863 (وحدات دوريات شرطة)  |
| 2013  | 178,311 14,086 (وحدات دوريات شرطة) |